# Bolintin-Vale
Bolintin-Vale è una città della Romania di 12 127 abitanti, ubicata nel distretto di Giurgiu, nella regione storica della Muntenia.
Fanno parte dell'area amministrativa anche le località di Crivina, Malu Spart e Suseni.
Dal punto di vista demografico, la città è tra quelle che presentano la più alta percentuale di popolazione di etnia Rom della Romania, pari ad oltre il 15% del totale.
Bolontin-Vale ha dato i natali al poeta e uomo politico Dimitrie Bolintineanu (1819-1872).